# Combate de Ovejas
El combate de Ovejas fue un enfrentamiento militar librado el 14 de noviembre de 1812 entre las fuerzas patriotas, leales al Estado Libre de Cartagena y las realistas, fieles al Imperio español, acabando con la victoria de las primeras.

## Historia
El 15 de septiembre de 1812, estalló una rebelión contra el gobierno revolucionario de Cartagena de Indias en el pueblo de Sincelejo al que pronto se sumaron las demás localidades cercanas  en las sabanas y el valle del río Sinú. A mediados de octubre, salió una expedición de Cartagena a cargo del coronel Manuel Cortés Campomanes. El 12 de noviembre derrotó en el arroyo de Mancomoján al teniente coronel Antonio Fernández Rebustillo.
Después de la derrota, Fernández Rebustillo reorganizó su disminuida fuerza y decidió esperar a sus enemigos en Ovejas, tomando posiciones con las que esperaba resistir. Sin embargo, a pesar de sus esfuerzos y los llamados a luchar que le dio a sus hombres, la tropa realista tenía la moral por los suelos y no pudieron resistir el ataque. Quedaron en el campo 36 muertos y algunos heridos de los vencidos. Al entrar en la villa, Cortés Campoanes la encontró evacuada.
Los indisciplinados realistas se dispersaron. Fernández Rebustillo debió huir por el camino de San Benito a Pinto, en la provincia de Santa Marta, mientras que el comandante Miguel Carabaño Aponte tomaba Cispatá y dejaba pacificadas las sabanas. Los soldados peninsulares del batallón Albuera junto a su comandante y los sacerdotes que encabezaron la rebelión quemaron Zambrano en su retirada. Silvestre Pinzón, comandante de Tolú que se había pasado al bando realista al estallar la rebelión, ayudó a la unidad a evacuar hasta que fue capturado por Carabaño Aponte.